# Дёмский
Дёмский (баш. Дим) — село в Бижбулякском районе Башкортостана, центр Дёмского сельсовета. Согласно переписи 2020 года население составляло 726 человек.

## Население
| 2002 | 2009  | 2010  |
| ---- | ----- | ----- |
| 1157 | ↘1056 | ↘1028 |

Согласно переписи 2002 года, преобладающие национальности — башкиры (35 %), русские (30 %).

## Географическое положение
Находится на правом берегу реки Дёмы.
Расстояние до:
- районного центра (Бижбуляк): 25 км,
- ближайшей ж/д станции (Приютово): 65 км.